# Lemuria (альбом)
Lemuria — одинадцятий музичний альбом шведського симфо-метал гурту Therion. Альбом має назву ймовірно затонулого континенту Лемурія. Був випущений 24 травня 2004 року одночасно з Sirius B.

## Список композицій
| #   | Назва                                                                   | Тривалість |
| --- | ----------------------------------------------------------------------- | ---------- |
| 1.  | «Typhon»                                                                | 4:36       |
| 2.  | «Uthark Runa»                                                           | 4:41       |
| 3.  | «Three Ships of Berik, Part 1: Calling to Arms and Fighting the Battle» | 3:19       |
| 4.  | «Three Ships of Berik, Part 2: Victory!»                                | 0:44       |
| 5.  | «Lemuria»                                                               | 4:15       |
| 6.  | «Quetzalcoatl»                                                          | 3:47       |
| 7.  | «The Dreams of Swedenborg»                                              | 4:58       |
| 8.  | «An Arrow from the Sun»                                                 | 5:54       |
| 9.  | «Abraxas»                                                               | 5:21       |
| 10. | «Feuer Overtüre/Prometheus Entfesselt»                                  | 4:39       |

## Концепція текстів
1. Тифон був демоном у грецькій міфології. Згідно з Есхілом, він воював з усіма богами Олімпу: Зевс переміг його і прикував під горою Етна.
2. Футарк — рунічний алфавіт, що використовався різними німецькими народами.
3. Берик є міфологічним начальником всіх готських племен.
4. Лемурія — гіпотетично загублені землі  в Індійському океані, подібно до Атлантиди.
5. Кетцалькоатль — божество ацтеків
6. Еммануїл Сведенборг — був окультистом 18-го століття.
7. Абраксас —  ім'я космологічної істоти в уявленні гностиків.

## Учасники запису

### Особистий склад
- Крістофер Йонссон — вокал ("Typhon", "Three Ships of Berik part 1: Calling to Arms and Fighting the Battle"), ритм-гітара, клавішні ("An Arrow from the Sun", "Feuer Overtūre / Prometheus Entfesselt"), класичні та хорові аранжування.
- Крістіан Німан — гітара, акустична гітара
- Йохан Німан — бас-гітара

### Запрошені музиканти
- Стін Расмуссен — мелотрон ("Lemuria"), орган Хаммонда
- Йенс Нюборг — балалайка, домра
- Свен Ліндблад — балалайка
- Kavi Björkqvist — балалайка
- Richard Evensand — ударні
- Матс Левен — вокал ("Uthark Runa"), рок-н-рол вокал ("Abraxas")
- Пйотр Вавженюк — lead vocals ("Lemuria", "The Dreams of Swedenborg", "Feuer Overtūre / Prometheus Entfesselt")
- Peter Mossman — розповідь ("Lemuria")

### Оркестр і хор
- Празький філармонічний оркестр (conducted by Adam Klemens and Mario Klemens)
- Kūhn Mixed Choir (conducted by Mario Klemens)